# 阿尔伯特·施内斯

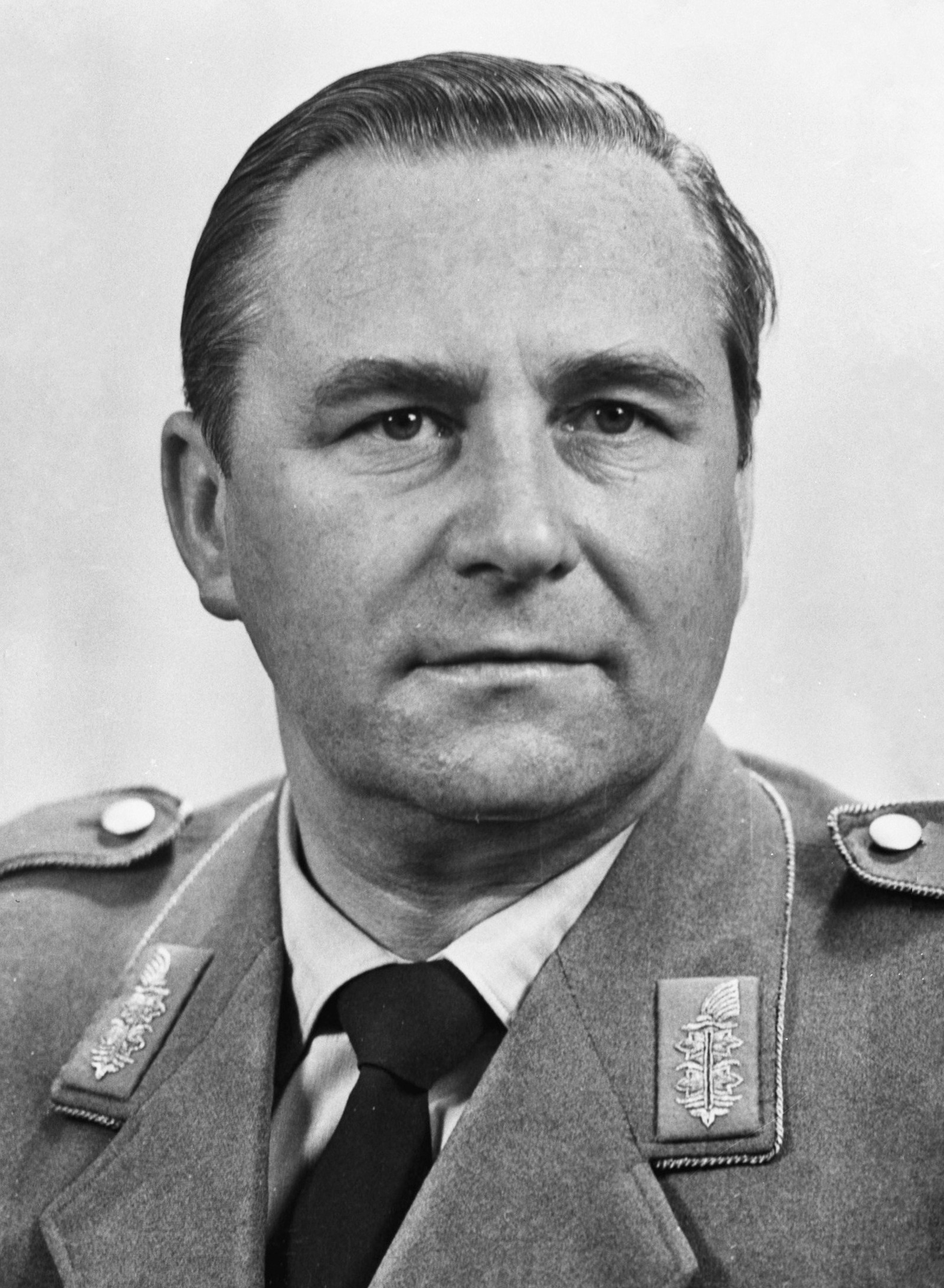
阿尔伯特·施内斯

阿尔伯特·施内斯（Albert Schnez，1911年8月30日—2007年4月26日），德國軍人，曾在三支德国国家武装力量中担任军官：分別是威瑪防卫军、德意志国防军、德國聯邦國防軍。他本人与国防部长弗朗茨·约瑟夫·施特劳斯关系密切。1968至1971年间，身为中将的施内斯曾担任陆军总监。
1949年起，施内斯和其他德意志国防军以及武装党卫队前成员一同组建了秘密军队施内斯部队，以备在苏联入侵时进行反击。至1951年，总理康拉德·阿登纳已经得知了该秘密军队的存在，也知道施内斯是军队总指挥，但有证据表明，阿登纳曾拒绝对施内斯采取行动。